# حوزه انتخابیه هفتم میشیگان
حوزه انتخابیه هفتم میشیگان یک حوزه انتخابیه مجلس نمایندگان آمریکا است که در ایالت میشیگان قرار دارد.